# Justin Harding

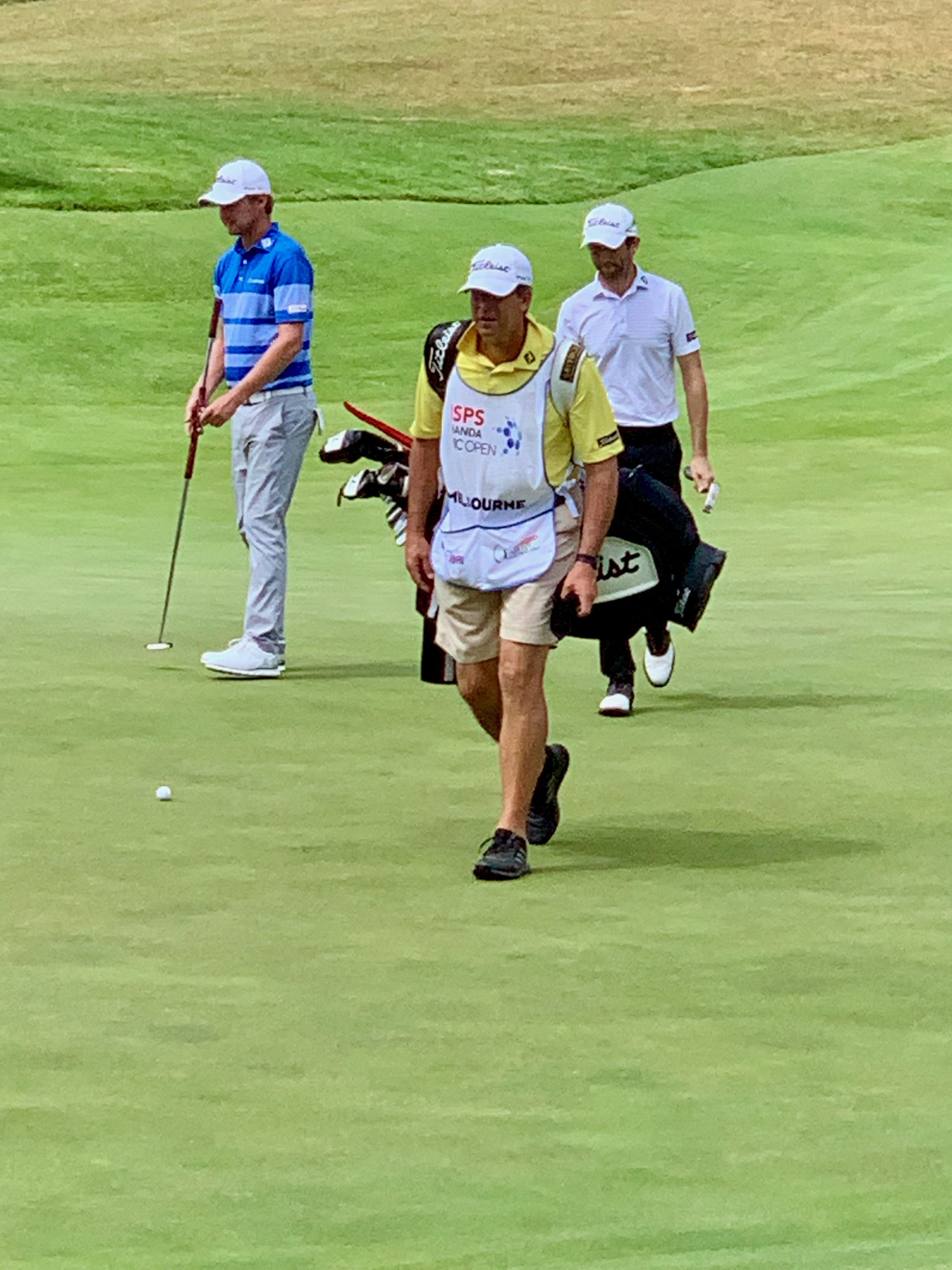
Justin Harding i blå tröja, 2019.

Justin Adam Harding, född 9 februari 1986 i Somerset West, är en sydafrikansk professionell golfspelare som spelar för Liv Golf och PGA European Tour. Han har tidigare spelat bland annat på PGA Tour, Sunshine Tour och Asian Tour.
Harding har vunnit två European-vinster, sju Sunshine-vinster och två Asian-vinster. Hans bästa placering i majortävlingar är en tolfte plats vid 2019 års The Masters Tournament. Hardings bästa placering i Liv Golf är en delad åttonde plats vid Liv Golf Invitational Portland, som spelades på Pumpkin Ridge Golf Club. Han fick 560 000 amerikanska dollar i prispengar för den bedriften.
Han studerade vid Lamar University och spelade golf för deras idrottsförening Lamar Cardinals.